# Ernst Köhler (General)
Ernst Christoph Köhler (* 3. März 1774 in Londorf in Mittelhessen; † 29. Oktober 1829 in Darmstadt) war ein deutscher Generalmajor in der Hessen-kasselschen Armee.

## Leben
Ernst Köhler war ein Sohn des Kriegsrats Johann Lorenz Köhler (1744–1804) und dessen Ehefrau Eleonore Helene Philippine Reitz  (1751–1788). 1808 heiratete er Charlotte Strecker, Tochter des Hofrats  Carl Franz Strecker (1723–1793).Sie verstarb 1809 nach der Geburt ihres Sohnes im Kindbett.
Sein Bruder Karl war Pfarrer und Politiker.
Nach dem Besuch des Pädagogiums Darmstadt trat er 1790 in die Armee Hessen-Kassels ein, wo er Fahnenjunker im Regiment Landgraf in Gießen wurde. Bevor er 1793 in das 2. Bataillon des Leib-Garde-Regiments versetzt wurde, war er als Fähnrich und Secondelieutenant eingesetzt. Er nahm am Feldzug gegen Frankreich teil und 1803, zwischenzeitlich zum Premierlieutenant und Stabskapitän befördert, als Kapitän im Vierten Koalitionskrieg auf der Seite Frankreichs mit den Rheinbundstaaten  gegen Preußen teil.
1808 wurde er als Major Kommandeur des 2. Bataillons des Garderegiments und zog in den Krieg gegen Österreich.
Zwei Jahre später kämpfte er im Krieg gegen Spanien und geriet 1812 in Gefangenschaft, die bis 1814 andauerte.
1815 zog er im Sommerfeldzug von 1815 gegen Napoleons Truppen. Der Rheinbund hatte sich nach der Völkerschlacht bei Leipzig aufgelöst und sich auf die Seite Preußens geschlagen. Die Auseinandersetzung endete mit Napoleons Niederlage.
1821 wurde Köhler Großherzoglich Hessischer Generalmajor und Kommandeur der 2. Infanterie-Brigade in Darmstadt.
Während der Beisetzung der Großherzogin Luise von Hessen und bei Rhein in der Stadtkirche Darmstadt im Oktober 1829 erlitt er einen Schlaganfall, an dessen Folgen er verstarb.